# 依布硒
依布硒（英語：Ebselen、也称为PZ 51、DR3305和SPI-1005）是一种合成的有机硒药物分子，具有抗炎、抗氧化和细胞保护活性。它充当谷胱甘肽过氧化物酶的模拟物，也可以与过氧亚硝酸盐反应。正在被研究作为再灌注损伤和中风、听觉损失和耳鸣和双向情绪障碍症的可能治疗药物。
此外，依布硒也可以有效地对抗艰难拟梭菌感染且它也被证明拥有对抗烟曲霉的抗真菌活性。
依布硒是过氧化氢和氢过氧化物（包括膜结合磷脂和胆固醇酯氢过氧化物）的有效清除剂。几种依布硒类似物已显示在硫醇存在下清除过氧化氢。

## 可能的抗COVID-19活性
初步研究表明，依布硒在基于细胞的测定中表现出对COVID-19的抑制活性。该效应归因于通过与活性中心的半胱氨酸（Cys-145）的硫醇基团形成共价键对主要蛋白酶的不可逆抑制。

## 合成
通常，依布硒的特征支架，苯并异硒唑酮环系统的合成，可以通过伯胺（RNH2）与2-(氯硒)苯甲酰氯（路线一）的反应、苯甲酰苯胺的邻位锂化和氧化环化来实现（路线二）由溴化铜（CuBr2）介导，或通过高效的铜催化的邻卤代苯甲酰胺的硒化/杂环化，这是Kumar等人开发的一种方法（路线三）。